# Parafia Najświętszej Maryi Panny z Góry Karmel w Głębowicach
Parafia Najświętszej Maryi Panny z Góry Karmel w Głębowicach – znajduje się w dekanacie  Wołów w archidiecezji wrocławskiej. Erygowana w XIV wieku.
Obsługiwana przez księży archidiecezjalnych. Jej proboszczem jest ks. mgr lic. Jarosław Olejnik RM dziekan.

## Parafialne księgi metrykalne
| Księgi metrykalne | Okres ewidencji |
| ----------------- | --------------- |
| chrztów           | 1946 -          |
| ślubów            | 1946 -          |
| zgonów            | 1946 -          |